# Kaeli dejtar
Kaeli dejtar är en svensk komedi- och dokumentärserie från 2023 som hade premiär på SVT Play den 26 oktober 2023. Första säsongen består av åtta avsnitt.

## Handling
Serien kretsar kring komikern och influeraren Kaeli Abdi som har en dröm att dejta fotbollsspelare och bli en fotbollsfru för att bli rik snabbt. Då de dessutom är borta mycket får hon även mycket tid för sig själv. Vägen dit är dock inte enkel. Till sin hjälp får hon stöd av Djurgårdens sportchef Bosse Andersson.

## Medverkande (i urval)
- Kaeli Abdi
- Bosse Andersson
- Niklas Hult
- Sebastian Holmén
- Kevin Ackermann